# سگ گله هیمالیایی
سگ گله هیمالیایی (به انگلیسی: Himalayan Sheepdog)، نام یکی از نژادهای سگ است که خاستگاه آن به نپال، چین، هند بازمی‌گردد.